# Burrini di bufala
I burrini di bufala e la burrata di bufala sono formaggi inseriti nell'elenco dei prodotti agroalimentari tradizionali italiani dalla regione Campania.
Sono preparati con latte bufalino.

## Descrizione sintetica del prodotto[1][2]
La burrata di bufala è un formaggio a pasta filata, sferoidale, legato con fibre vegetali del peso di circa 300 - 350 g. È formato da una sfoglia di formaggio di bufala con al centro una pallina di burro. La differenza di nome starebbe nella formatura (più allungata nel burrino, senza testina nella burrata).

## Riferimenti normativi
- L. 283/62 e D.P.R. 327/80 (Norme igiene alimenti e bevande)
- D.P.R. 777/82 e D.L. 108/92 relativi ai materiali e oggetti destinati a venire a contatto con gli alimenti
- Dir. 93/43/CEE (Igiene degli alimenti e delle bevande)
- D.Lgs. 155/97 (Decreto di applicazione Dir. 93/43/CEE)
- D.P.R. 54/97 (Attuazione Dir. 92/46 e 92/47 per la produzione e l'immissione sul mercato dei prodotti a base di latte)
- Circolare nº 11 del 1998 (Indicazioni del Ministero della Sanità sull'applicazione del D.Lgs. 155/97)
- D.Lgs. 173/98 (Individuazione dei prodotti tradizionali)
- D.M. 350/99 (Regolamento recante norme per l'individuazione dei prodotti tradizionali)